# 創造の柱

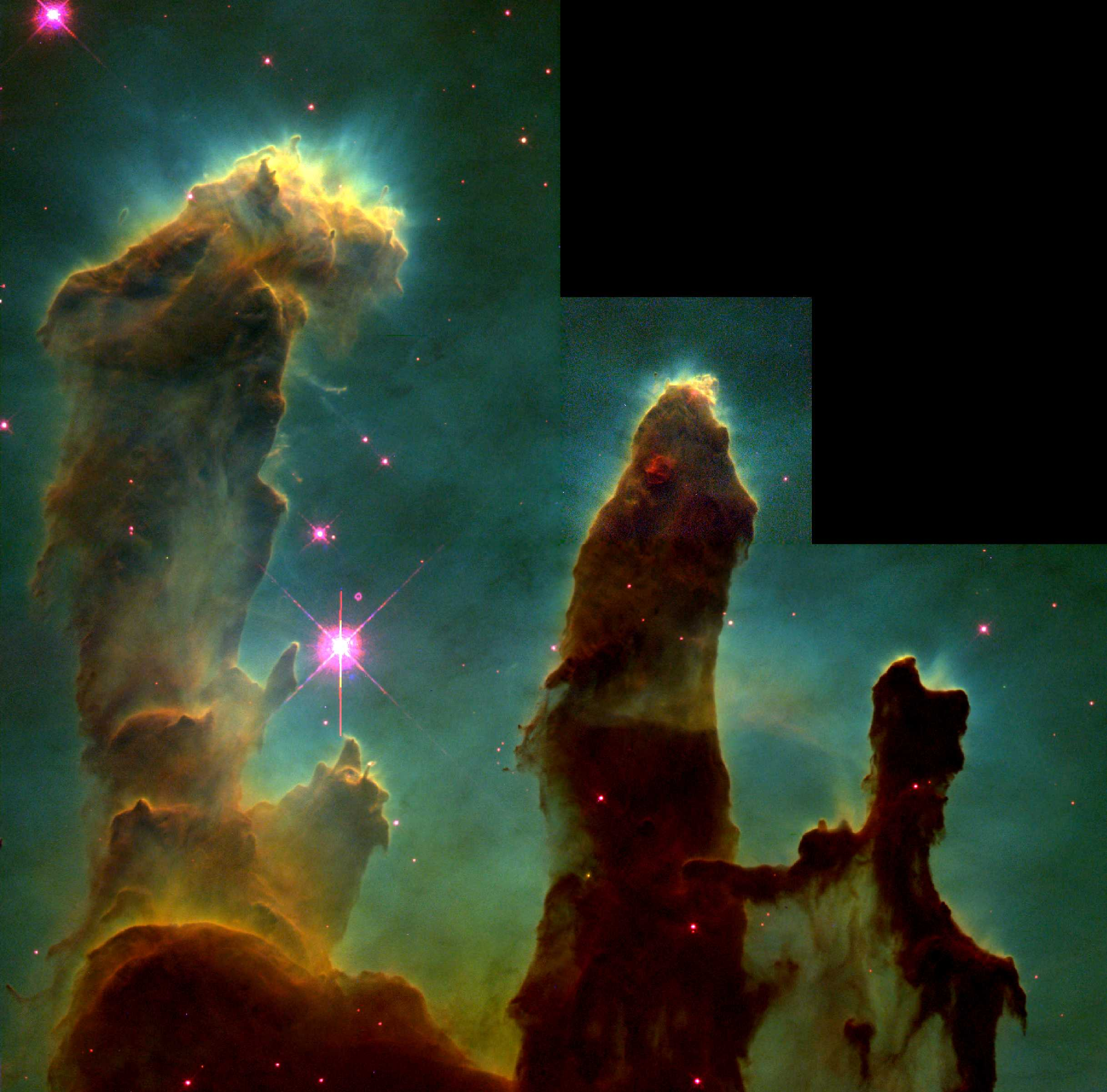
ハッブル宇宙望遠鏡で1995年に撮影したわし星雲内の創造の柱

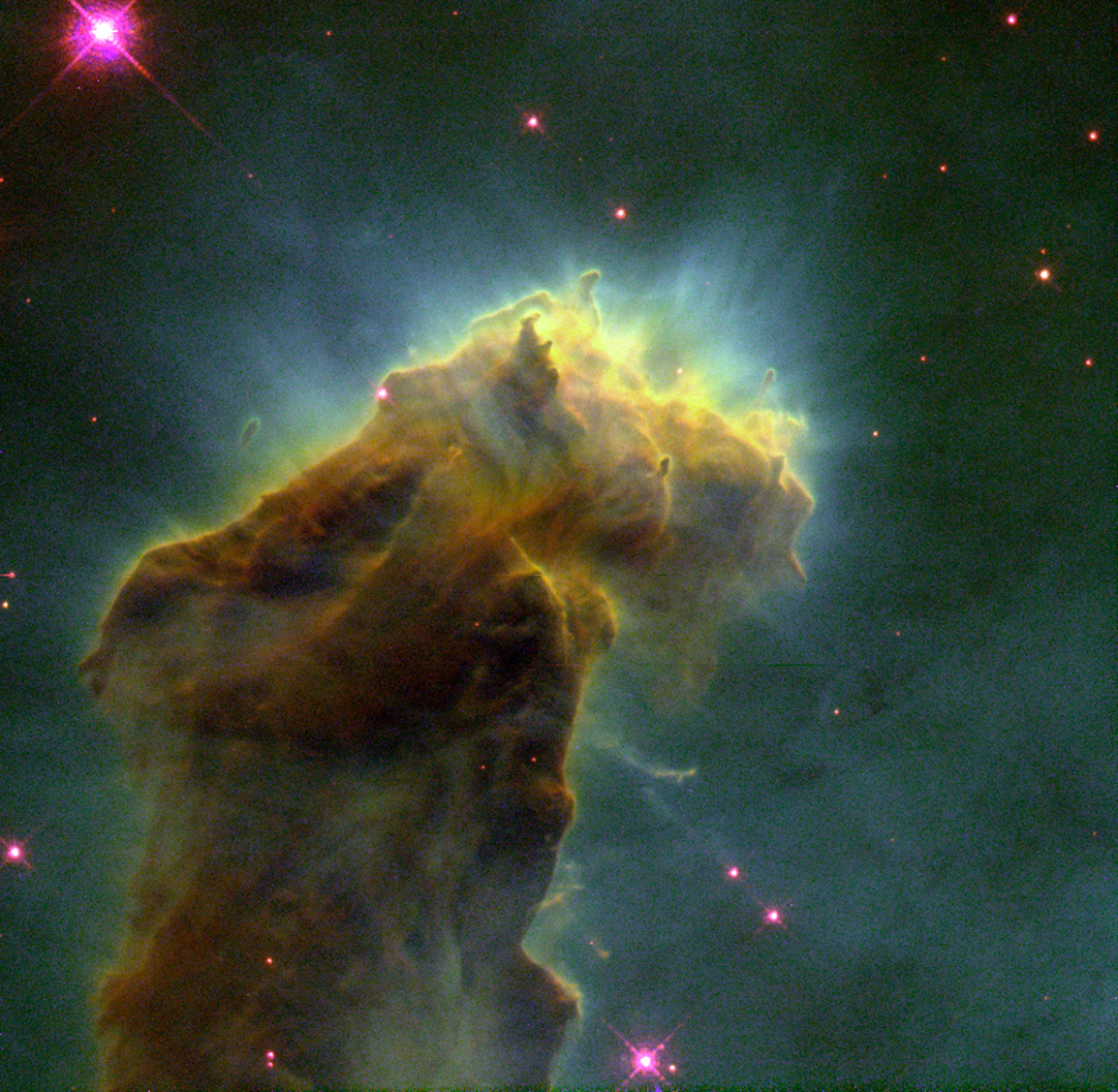
拡大図

創造の柱(Pillars of Creation)は、へび座の方角に6,500-7,000光年に位置するわし星雲の中にある星間物質と塵の「エレファントトランクス」をハッブル宇宙望遠鏡が撮影した写真である。このエレファントトランクスは、ウィルソン山天文台の60インチ望遠鏡で撮影したプレートから、1920年にジョン・チャールズ・ダンカンが発見した。ガスと塵が新しい恒星を創造する過程にあり、新しく形成された近隣の恒星の光に浸食されている様子から名付けられた。
1995年4月1日に撮影され、Space.comにより、ハッブル宇宙望遠鏡により撮影された写真のトップテンの1つに選ばれた。この写真を撮影した天文学者は、アリゾナ州立大学のジェフ・へスターとポール・スコーエンである。この領域は、2011年に欧州宇宙機関のハーシェル宇宙天文台、2014年にハッブル宇宙望遠鏡の新しいカメラ、2022年にジェームズ・ウェッブ宇宙望遠鏡で再撮影された。
チャンドラは、この領域を2001年に観測しており、2007年にリリースされた。タワー内で多くのX線源は発見できなかったが、この領域で若い恒星からの様々なエネルギー準位でのX線源を観測できた。
この画像は、世界中の文化に顕著な影響を与え、ナショナルジオグラフィック誌は、「Tシャツからマグカップまで」あらゆるものにこの画像が取り入れられたと述べている。

## 名前
この名前は、チャールズ・スポルジョンが1857年の説教The Condescension of Christで用いたフレーズに基づいている。

## 組成
柱は、比較的近くの熱い恒星からの紫外線による光蒸発を受けた冷たい分子状水素と塵から構成される。最も左の柱は、長さ約4光年である。雲の先端の指のような形の突出は太陽系より大きく、後ろのガスを強い紫外線から隠している「蒸発するガス状グロビュール」(w:evaporating gaseous globules, EGG)の影により可視化されている。EGG自体は、新しい恒星を生み出すもととなっており、EGGから恒星ができると、その後、EGGは蒸発する EGGs are themselves incubators of new stars.。

## 破壊
スピッツァー宇宙望遠鏡によって撮影された画像により、創造の柱の近くに塵の雲があるのが発見されたが、これは、超新星により生成された衝撃波である可能性が提唱された。雲の外見は、超新星の衝撃が6000年前に創造の柱を破壊していることを示している。地球と創造の柱が約7000光年離れているため、これらは実際は既に破壊されているが、光速が有限なため、この破壊が地球から見られるようになるのは、約1000年後である。
熱い塵に関するこの解釈は、スピッツァー宇宙望遠鏡による観測に関わっていない天文学者の間で議論を呼び、超新星の場合は、観測されていたよりも強い電波をX線放射をもたらすはずであるため、そうではなく大質量の恒星からの恒星風が塵を加熱した可能性があるとも提唱されている。その場合、創造の柱は、より緩やかな浸食を受けることになるはずである。

## 写真

### 当初のハッブル宇宙望遠鏡の写真
ハッブル宇宙望遠鏡による創造の柱の写真は、搭載された広視野惑星カメラ2(WFPC2)の4つのCCDで撮影された32枚の異なる画像から構成される。この写真は、分子雲を構成する様々な元素から放出される光を異なる色で表示している。水素は緑色、1価の硫黄は赤色、2価の酸素は青色である。
右上の「階段型」の欠けた部分は、右上領域のカメラが倍率の大きい画像を撮影しているためである。他の3台のカメラに合わせて画像を縮小すると、必然的にギャップが生じることになる。この効果は、WFPC2による他の画像でも見られ、公表の際に画像をどの向きにするかに応じて、いずれかの角が欠けている.。
WFPC2は、2009年のSTS-125のミッションで広視野カメラ3に交換された後、地球に戻され、博物館で展示されている。

### ハーシェル宇宙天文台の写真
2010年、ハーシェル宇宙天文台が遠赤外線波長で、創造の柱の新しい写真を撮影した。これにより、柱の内部やこの領域の構造を詳しく調べることができるようになり、わし星雲内部での、創造及び破壊の力についての理解が進んだ。

### 再訪
ハッブル宇宙望遠鏡の打上げ25周年を記念して、創造の柱のより大きく高解像度の写真が撮影され、2015年1月にシカゴで行われたアメリカ天文学会の会合で公表された。2009年に取り付けられた広視野カメラ3により可視光波長及び赤外線波長で撮影された。再撮影はより広視野で行われ、柱の基部がより多く見えている。
2022年10月、ジェームズ・ウェッブ宇宙望遠鏡のw:NIRCamにより撮影された画像が公表された。この画像は、発達途中の若い恒星からの放出が柱の端の赤い点として非常に詳細に捉えられている。

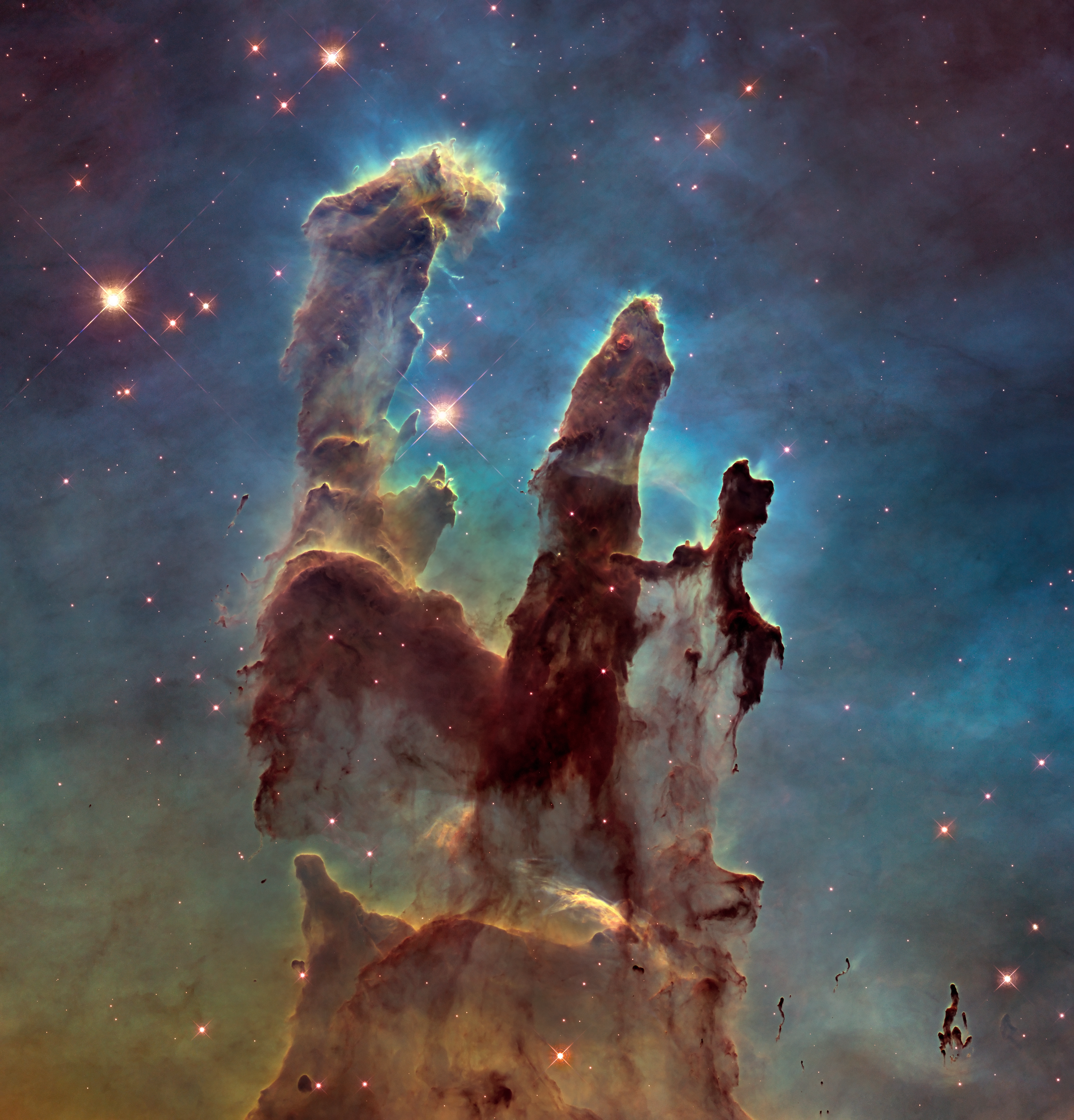
元の画像に敬意を表し2014年に撮影されたハッブル宇宙望遠鏡の高解像度画像
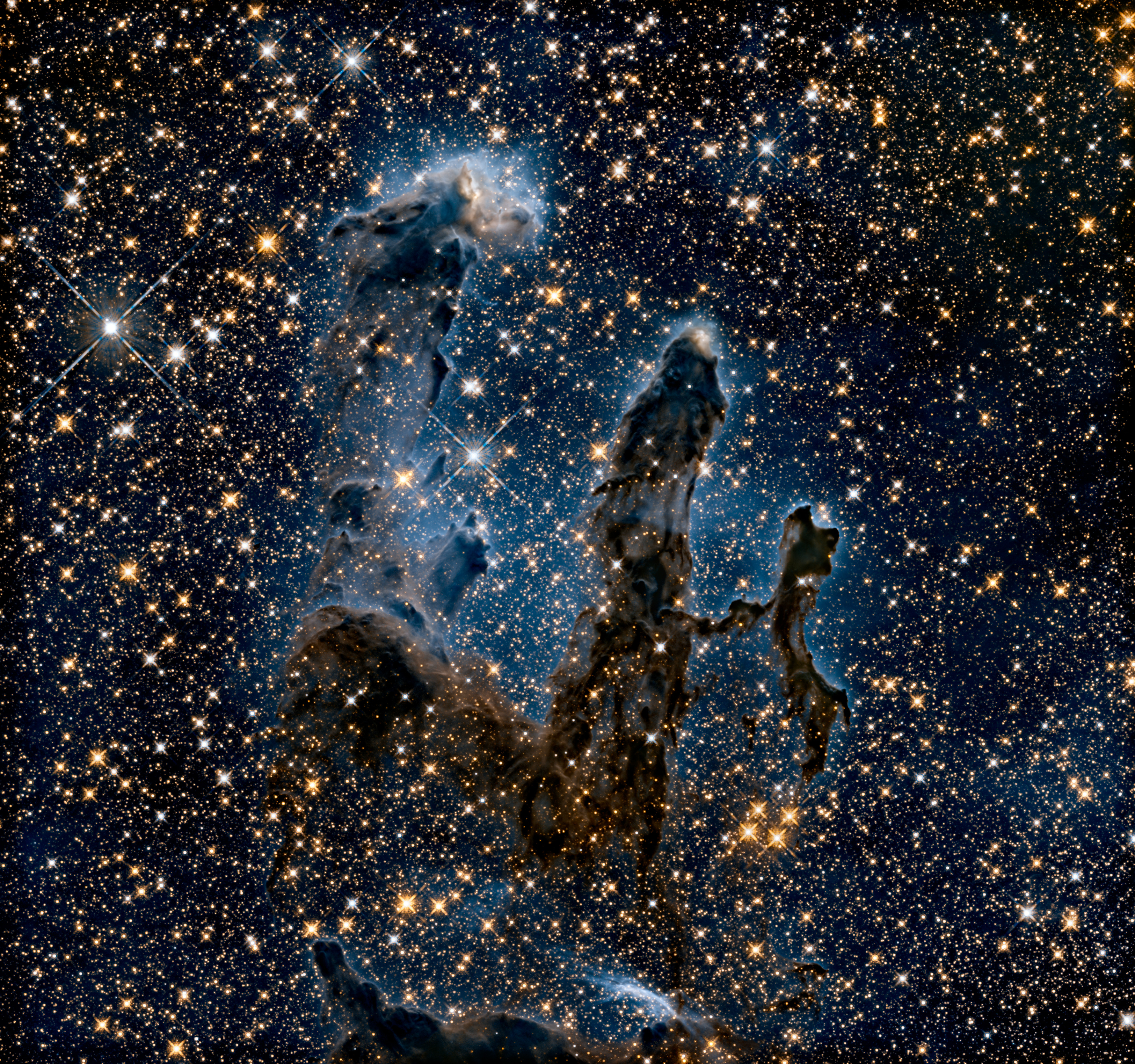
2014年にハッブル宇宙望遠鏡が撮影した赤外線画像
2022年にジェームズ・ウェッブ宇宙望遠鏡が撮影した近赤外線画像
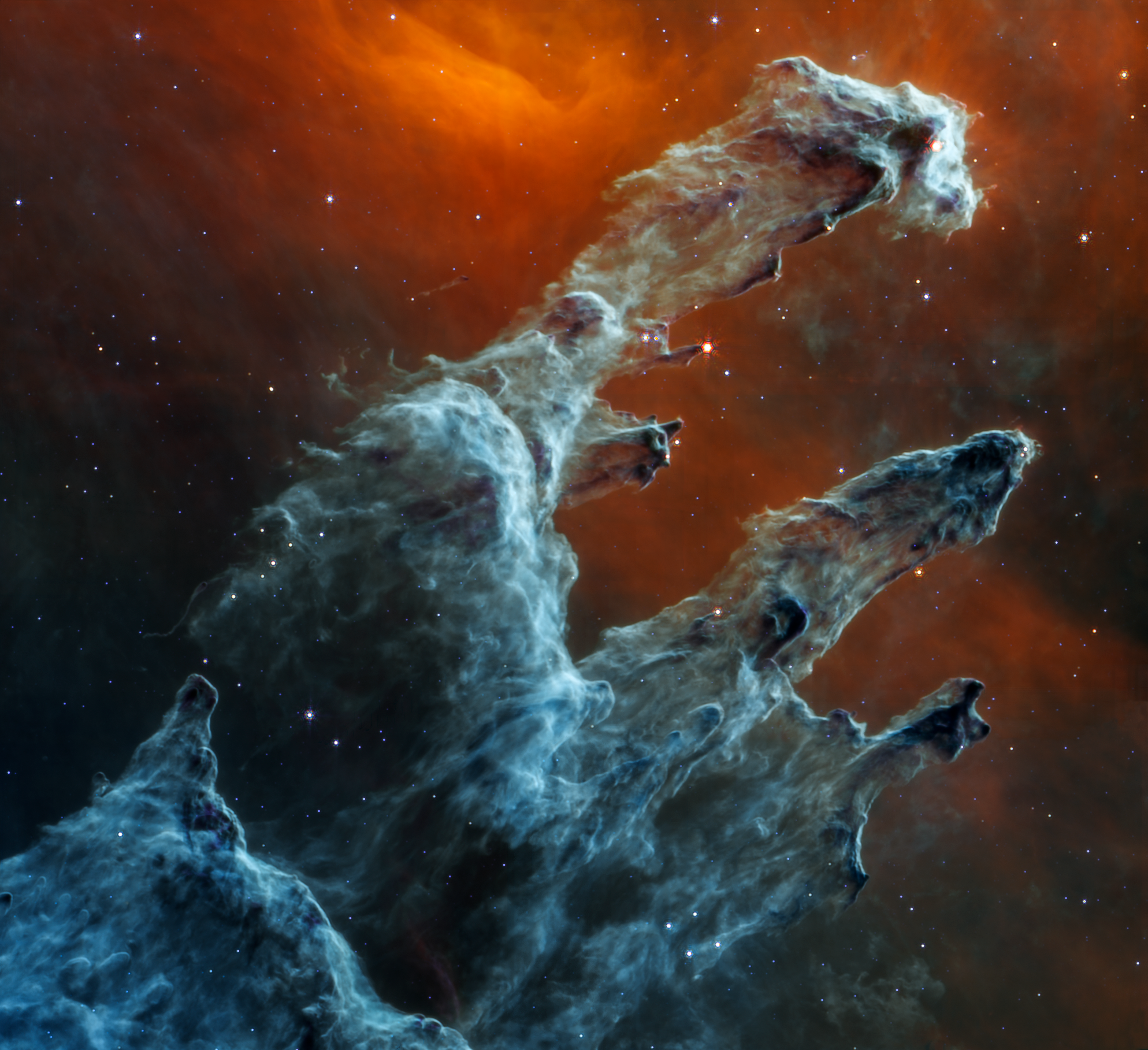
2022年にジェームズ・ウェッブ宇宙望遠鏡が撮影した中赤外線画像